# Berwickshire
Berwickshire is een historisch graafschap in Schotland met een oppervlakte van 457 km².  De hoofdplaats was Berwick, een stad die nu in het Engelse Northumberland ligt.